# Neoeuscelus longimanus
Neoeuscelus longimanus is een keversoort uit de familie bladrolkevers (Attelabidae). De wetenschappelijke naam van de soort werd in 1789 gepubliceerd door Guillaume-Antoine Olivier.